# 李桐客
李桐客（?—?），冀州衡水县（今河北省衡水市）人，唐朝官员。
在隋朝担任门下录事，隋炀帝想要迁都丹阳，只有李桐客进言不可。御史于是上奏他诽谤朝政。隋炀帝被杀后，他跟随宇文化及来到黎阳，被窦建德擒获。唐朝秦王李世民击败窦建德，李桐客归唐，担任秦王府法曹参军。贞观初年，李桐客担任通州刺史、巴州刺史，他为官清廉，处事公平，百姓呼为慈父。在家中去世。

## 延伸阅读
[在维基数据编辑]
 《舊唐書·卷185上》，出自刘昫《舊唐書》